# New York (Picabia)
Pour les articles homonymes, voir New York (homonymie).
New York est un tableau réalisé par le peintre français Francis Picabia en 1913 à New York. Cette œuvre sur papier exécutée à la mine graphite, la gouache et l'aquarelle est un paysage urbain représentant New York. Elle est conservée au musée national d'Art moderne, à Paris.

## Expositions
- Apollinaire critique d'art, Pavillon des Arts, Paris, 1993 — n°88.